# Premiul Oscar pentru cel mai bun actor în rol secundar
Premiul Oscar pentru cel mai bun actor în rol secundar este unul dintre premiile acordate actorilor care lucrează în industria filmului în cadrul ceremoniei Premiilor Oscar. Premiul este acordat de Academy of Motion Picture Arts and Sciences; nominalizările sunt făcute de membrii Academiei care sunt actori și actrițe.
Premiul se decernează anual începând cu 1937 pentru filmul din anul 1936. În tabelul de mai jos apar anii pentru care s-a acordat Premiul Oscar (ceremonia a avut loc în anul următor).

### Anii 1930
| Pentru anul | Portret actor | Câștigător                                                       | Nominalizați |
| ----------- | ------------- | ---------------------------------------------------------------- | --- |
| 1936        |               | Walter Brennan – Come and Get It Swan Bostrom                    | Mischa Auer – My Man Godfrey – Carlo Stuart Erwin – Pigskin Parade – Amos Dodd Basil Rathbone – Romeo and Juliet – Tybalt – nepotul lui Lady Capulet                                                                                             |
| 1937        |               | Joseph Schildkraut – The Life of Emile Zola căpt. Alfred Dreyfus | Ralph Bellamy – The Awful Truth – Dan Leeson Thomas Mitchell – The Hurricane – dr. Kersaint H. B. Warner – Lost Horizon – Chang Roland Young – Topper – Cosmo Topper                                                                             |
| 1938        |               | Walter Brennan – Kentucky Peter Goodwin                          | John Garfield – Four Daughters – Mickey Borden Gene Lockhart – Algiers – Regis Robert Morley – Marie Antoinette – regele Ludovic al XVI-lea Basil Rathbone – If I Were King – regele Ludovic al XI-lea                                           |
| 1939        |               | Thomas Mitchell – Stagecoach dr. Josiah Boone                    | Brian Aherne – Juarez – împăratul Maximilian von Habsburg Harry Carey – Mr. Smith Goes to Washington – președintele Senatului Brian Donlevy – Beau Geste – sgt. Markoff Claude Rains – Mr. Smith Goes to Washington – sen. Joseph Harrison Paine |

### Anii 1940
| Pentru anul | Portret actor | Câștigător                                                 | Nominalizați |
| ----------- | ------------- | ---------------------------------------------------------- | --- |
| 1940        |               | Walter Brennan – The Westerner Roy Bean                    | Albert Basserman – Foreign Correspondent – Van Meer William Gargan – They Knew What They Wanted – Joe Jack Oakie – The Great Dictator – Benzini Napaloni (dictator al Bacteria) James Stephenson – The Letter – Howard Joyce      |
| 1941        |               | Donald Crisp – How Green Was My Valley Gwilym Morgan       | Walter Brennan – Sergeant York – Rosier Pile Charles Coburn – The Devil and Miss Jones – John P. Merrick James Gleason – Here Comes Mr. Jordan – Max Corkle Sydney Greenstreet – The Maltese Falcon – Kasper Gutman               |
| 1942        |               | Van Heflin – Johnny Eager Jeff Hartnett                    | William Bendix – Wake Island – Aloysius "Smacksie" Randall Walter Huston – Yankee Doodle Dandy – Jerry Cohan Frank Morgan – Tortilla Flat – piratul Henry Travers – Mrs. Miniver – James Ballard                                  |
| 1943        |               | Charles Coburn – The More the Merrier Benjamin Dingle      | Charles Bickford – The Song of Bernadette – Peyramale J. Carrol Naish – Sahara – Giuseppe Claude Rains – Casablanca – căpt. Louis Renault Akim Tamiroff – Pentru cine bat clopotele – Pablo                                       |
| 1944        |               | Barry Fitzgerald – Going My Way Fitzgibbon                 | Hume Cronyn – The Seventh Cross – Paul Roeder Claude Rains – Mr. Skeffington – Job Skeffington Clifton Webb – Laura – Waldo Lydecker Monty Woolley – Since You Went Away – col. William G. Smollett                               |
| 1945        |               | James Dunn – A Tree Grows in Brooklyn Johnny Nolan         | Michael Chekhov – Spellbound – dr. Alexander "Alex" Brulov John Dall – The Corn Is Green – Morgan Evans Robert Mitchum – The Story of G.I. Joe – lt. căpt. Bill Walker J. Carrol Naish – A Medal for Benny – Charley Martin       |
| 1946        |               | Harold Russell – The Best Years of Our Lives Homer Parrish | Charles Coburn – The Green Years – Alexander Gow William Demarest – The Jolson Story – Steve Martin Claude Rains – Notorious – Alexander Sebastian Clifton Webb – The Razor's Edge – Elliott Templeton                            |
| 1947        |               | Edmund Gwenn – Miracle on 34th Street Kris Kringle         | Charles Bickford – The Farmer's Daughter – Joseph Clancy Thomas Gomez – Ride the Pink Horse – Pancho Robert Ryan – Crossfire – Montgomery Richard Widmark – Kiss of Death – Tommy Udo                                             |
| 1948        |               | Walter Huston – The Treasure of the Sierra Madre Howard    | Charles Bickford – Johnny Belinda – Black McDonald José Ferrer – Joan of Arc – Delfinul, mai târziu Carol al VII-lea al Franței Oskar Homolka – I Remember Mama – Chris Halverson Cecil Kellaway – The Luck of the Irish – Horace |
| 1949        |               | Dean Jagger – Twelve O'Clock High Harvey Stovall           | John Ireland – All the King's Men – Jack Burden Arthur Kennedy – Champion – Connie Kelly Ralph Richardson – The Heiress – dr. Austin Sloper James Whitmore – Battleground – sgt. Kinnie                                           |

### Anii 1950
| Pentru anul | Portret actor | Câștigător                                                     | Nominalizați |
| ----------- | ------------- | -------------------------------------------------------------- | --- |
| 1950        |               | George Sanders – Totul despre Eva Addison De Witt              | Jeff Chandler – Broken Arrow – Cochise Edmund Gwenn – Mister 880 – "Skipper" Miller Sam Jaffe – The Asphalt Jungle – dr. Erwin Riedenschneider Erich von Stroheim – Sunset Boulevard – Max von Meyerling                                  |
| 1951        |               | Karl Malden – Un tramvai numit dorință Harold "Mitch" Mitchell | Leo Genn – Quo Vadis – Petroniu Kevin McCarthy – Death of a Salesman – Biff Loman Peter Ustinov – Quo Vadis – Nero Gig Young – Come Fill the Cup – Boyd Copeland                                                                          |
| 1952        |               | Anthony Quinn – Viva Zapata! Eufemio Zapata                    | Richard Burton – My Cousin Rachel – Philip Ashley Arthur Hunnicutt – The Big Sky – Zeb Calloway/Naratorul Victor McLaglen – The Quiet Man – Will "Red" Danaher Jack Palance – Sudden Fear – Lester Blaine                                 |
| 1953        |               | Frank Sinatra – De aici în eternitate Angelo Maggio            | Eddie Albert – Vacanță la Roma (Roman Holiday) – Irving Radovich Brandon deWilde – Shane – Joey Starrett Jack Palance – Shane – Jack Wilson Robert Strauss – Stalag 17 – sgt. Stanislas "Animal" Kasava                                   |
| 1954        |               | Edmond O'Brien – Contesa desculță Oscar Muldoon                | Lee J. Cobb – On the Waterfront – Johnny Friendly Karl Malden – On the Waterfront – Barry Rod Steiger – On the Waterfront – Charley "The Gent" Malloy Tom Tully – The Caine Mutiny – Commander DeVriess                                   |
| 1955        |               | Jack Lemmon – Mister Roberts Frank Thurlowe Pulver             | Arthur Kennedy – Trial – Barney Castle Joe Mantell – Marty – Angie Sal Mineo – Rebel Without a Cause – John "Plato" Crawford Arthur O'Connell – Picnic – Howard Bevans                                                                    |
| 1956        |               | Anthony Quinn – Van Gogh Paul Gauguin                          | Don Murray – Bus Stop – Beauregard "Bo" Decker Anthony Perkins – Friendly Persuasion – Josh Birdwell Mickey Rooney – The Bold and the Brave – Dooley Robert Stack – Written on the Wind – Kyle Hadley                                     |
| 1957        |               | Red Buttons – Sayonara Airman Joe Kelly                        | Vittorio De Sica – Adio arme – Alessandro Rinaldi Sessue Hayakawa – The Bridge on the River Kwai – Colonel Saito Arthur Kennedy – Peyton Place – Lucas Cross Russ Tamblyn – Peyton Place – Norman Page                                    |
| 1958        |               | Burl Ives – Ferma din Arizona Rufus Hannassey                  | Theodore Bikel – The Defiant Ones – șeriful Max Muller Lee J. Cobb – The Brothers Karamazov – Fiodor Karamazov Arthur Kennedy – Some Came Running – Frank Hirsh Gig Young – Teacher's Pet – dr. Hugo Pine                                 |
| 1959        |               | Hugh Griffith – Ben-Hur șeicul Ilderim                         | Arthur O'Connell – Anatomy of a Murder – Parnell Emmett McCarthy George C. Scott – Anatomy of a Murder – Claude Dancer Robert Vaughn – The Young Philadelphians – Chester "Chet" Gwynn Ed Wynn – The Diary of Anne Frank – Albert Dussell |

### Anii 1960
| Pentru anul | Portret actor | Câștigător                                                                              | Nominalizați |
| ----------- | ------------- | --------------------------------------------------------------------------------------- | --- |
| 1960        |               | Peter Ustinov – Spartacus Lentulus Batiatus                                             | Peter Falk – Murder, Inc. – Abe "Kid Twist" Reles Jack Kruschen – The Apartment – dr. Dreyfuss Sal Mineo – Exodus – Dov Landau Chill Wills – The Alamo – Beekeeper                                                             |
| 1961        |               | George Chakiris – West Side Story Bernardo Nuñez                                        | Montgomery Clift – Procesul de la Nürnberg – Rudolph Petersen Peter Falk – Pocketful of Miracles – Joy Boy Jackie Gleason – The Hustler – Minnesota Fats George C. Scott (a refuzat nominalizarea) – The Hustler – Bert Gordon |
| 1962        |               | Ed Begley – Dulcea pasăre a tinereții (Sweet Bird of Youth) Tom 'Boss' Finley           | Victor Buono – What Ever Happened to Baby Jane? – Edwin Flagg Telly Savalas – Birdman of Alcatraz – Feto Gomez Omar Sharif – Lawrence of Arabia – Ali ibn el Kharish Terence Stamp – Billy Budd – Billy Budd                   |
| 1963        |               | Melvyn Douglas – Hud Homer Bannon                                                       | Nick Adams – Twilight of Honor – Ben Brown Bobby Darin – Captain Newman, M.D. – Jim Tompkins Hugh Griffith – Tom Jones – Squire Western John Huston – The Cardinal – cardinalul Glennon                                        |
| 1964        |               | Peter Ustinov – Topkapi Arthur Simon Simpson                                            | John Gielgud – Becket – Ludovic al VII-lea al Franței Stanley Holloway – My Fair Lady – Alfred Doolittle Edmond O'Brien – Seven Days in May – senator Raymond Clark Lee Tracy – The Best Man – președintele Art Hockstader     |
| 1965        |               | Martin Balsam – A Thousand Clowns Arnold Burns                                          | Ian Bannen – The Flight of the Phoenix – "Ratbags" Crow Tom Courtenay – Doctor Jivago – Antipov (Strelnikov) Michael Dunn – Ship of Fools – Carl Glocken Frank Finlay – Othello – Iago                                         |
| 1966        |               | Walter Matthau – The Fortune Cookie Willie Gingrich                                     | Mako – The Sand Pebbles – Po-han James Mason – Georgy Girl – James Leamington George Segal – Cui i-e frică de Virginia Woolf? – Nick Robert Shaw – Un om pentru eternitate – Henric al VIII-lea al Angliei                     |
| 1967        |               | George Kennedy – Luke mână rece Dragline                                                | John Cassavetes – The Dirty Dozen – Victor P. Franko Gene Hackman – Bonnie and Clyde – Buck Barrow Cecil Kellaway – Ghici cine vine la cină? – monsignor Mike Ryan Michael J. Pollard – Bonnie and Clyde – C.W. Moss           |
| 1968        |               | Jack Albertson – The Subject Was Roses John Cleary                                      | Seymour Cassel – Faces – Chet Daniel Massey – Star! – Noël Coward Jack Wild – Oliver! – The Artful Dodger Gene Wilder – The Producers – Leo Bloom                                                                              |
| 1969        |               | Gig Young – Și caii se împușcă, nu-i așa? (They Shoot Horses, Don't They?) Rocky Graver | Rupert Crosse – The Reivers – Ned McCaslin Elliott Gould – Bob & Carol & Ted & Alice – Ted Henderson Jack Nicholson – Easy Rider – George Hanson Anthony Quayle – Anne of the Thousand Days – cardinalul Wolsey                |

### Anii 1970
| Pentru anul | Portret actor                                          | Câștigător                                                                          | Nominalizați |
| ----------- | ------------------------------------------------------ | ----------------------------------------------------------------------------------- | --- |
| 1970        | Fișier:John Mills in The Truth About Spring (1965).jpg | John Mills – Fiica lui Ryan (Ryan's Daughter) Michael                               | Richard S. Castellano – Lovers and Other Strangers – Frank Vecchio Chief Dan George – Little Big Man – Old Lodge Skins Gene Hackman – I Never Sang for My Father – Gene Garrison John Marley – Love Story – Phil Cavalleri                                           |
| 1971        |                                                        | Ben Johnson – Ultimul spectacol cinematografic (The Last Picture Show) Sam the Lion | Jeff Bridges – Ultimul spectacol cinematografic – Duane Jackson Leonard Frey – Scripcarul pe acoperiș (Fiddler on the Roof) – Motel Kamzoil Richard Jaeckel – Sometimes a Great Notion – Joe Ben Stamper Roy Scheider – The French Connection – Buddy "Cloudy" Russo |
| 1972        |                                                        | Joel Grey – Cabaret Maestru de Ceremonii                                            | Eddie Albert – The Heartbreak Kid – Mr. Corcoran James Caan – The Godfather – Sonny Corleone Robert Duvall – The Godfather – Tom Hagen Al Pacino – The Godfather – Michael Corleone                                                                                  |
| 1973        |                                                        | John Houseman – The Paper Chase Charles W. Kingsfield, Jr.                          | Vincent Gardenia – Bang the Drum Slowly – Dutch Schnell Jack Gilford – Save the Tiger – Phil Greene Jason Miller – The Exorcist – Damien Karras Randy Quaid – The Last Detail – Larry Meadows                                                                        |
| 1974        |                                                        | Robert De Niro – The Godfather Part II Vito Corleone                                | Fred Astaire – The Towering Inferno – Harlee Claiborne Jeff Bridges – Thunderbolt and Lightfoot – Lightfoot Michael V. Gazzo – The Godfather Part II – Frank Pentangeli Lee Strasberg – The Godfather Part II – Hyman Roth                                           |
| 1975        |                                                        | George Burns – The Sunshine Boys Al Lewis                                           | Brad Dourif – One Flew Over the Cuckoo's Nest – Billy Bibbit Burgess Meredith – The Day of the Locust – Harry Greener Chris Sarandon – Dog Day Afternoon – Leon Shermer Jack Warden – Shampoo – Lester Karpf                                                         |
| 1976        |                                                        | Jason Robards – All the President's Men Ben Bradlee                                 | Ned Beatty – Network – Arthur Jensen Burgess Meredith – Rocky – Mickey Goldmill Laurence Olivier – Marathon Man – dr. Christian Szell Burt Young – Rocky – Paulie Pennino                                                                                            |
| 1977        |                                                        | Jason Robards – Julia Dashiell Hammett                                              | Mikhail Baryshnikov – The Turning Point – Yuri Kopeikine Peter Firth – Equus – Alan Strang Alec Guinness – Star Wars Episode IV: A New Hope – Obi-Wan Kenobi Maximilian Schell – Julia – Johann                                                                      |
| 1978        |                                                        | Christopher Walken – The Deer Hunter Nikonar "Nick" Chevotarevich                   | Bruce Dern – Coming Home – căpt. Bob Hyde Richard Farnsworth – Comes a Horseman – Dodger John Hurt – Midnight Express – Max Jack Warden – Heaven Can Wait – Max Corkle                                                                                               |
| 1979        |                                                        | Melvyn Douglas – Being There Benjamin Turnbull Rand                                 | Robert Duvall – Apocalypse Now – lt. col. Bill Kilgore Frederic Forrest – The Rose – Huston Dyer Justin Henry – Kramer vs. Kramer – Billy Kramer Mickey Rooney – The Black Stallion – Henry Dailey                                                                   |

### Anii 1980
| Pentru anul | Portret actor | Câștigător                                                                       | Nominalizați |
| ----------- | ------------- | -------------------------------------------------------------------------------- | --- |
| 1980        |               | Timothy Hutton – Ordinary People Conrad Jarrett                                  | Judd Hirsch – Ordinary People – dr. Tyrone C. Berger Michael O'Keefe – The Great Santini – Ben Meechum Joe Pesci – Raging Bull – Joey LaMotta Jason Robards – Melvin and Howard – Howard Hughes                                         |
| 1981        |               | John Gielgud – Arthur Hobson                                                     | James Coco – Only When I Laugh – Jimmy Perry Ian Holm – Chariots of Fire – Sam Mussabini Jack Nicholson – Reds – Eugene O'Neill Howard Rollins – Ragtime – Coalhouse Walker, Jr.                                                        |
| 1982        |               | Louis Gossett, Jr. – Ofițer și gentleman (An Officer and a Gentleman) Emil Foley | Charles Durning – The Best Little Whorehouse in Texas – Guvernatorul John Lithgow – The World According to Garp – Roberta Muldoon James Mason – The Verdict – Ed Concannon Robert Preston – Victor Victoria – Carroll "Toddy" Todd      |
| 1983        |               | Jack Nicholson – Terms of Endearment Garrett Breedlove                           | Charles Durning – To Be or Not to Be – col. Erhardt John Lithgow – Terms of Endearment – Sam Burns Sam Shepard – The Right Stuff – Chuck Yeager Rip Torn – Cross Creek – Marsh Turner                                                   |
| 1984        |               | Haing S. Ngor – The Killing Fields Dith Pran                                     | Adolph Caesar – A Soldier's Story – sgt. Waters John Malkovich – Places in the Heart – Mr. Will Pat Morita – The Karate Kid – Kesuke Miyagi Ralph Richardson – Greystoke: The Legend of Tarzan, Lord of the Apes – Contele de Greystoke |
| 1985        |               | Don Ameche – Cocoon Arthur Selwyn                                                | Klaus Maria Brandauer – Out of Africa – baronul Bror von Blixen-Finecke William Hickey – Prizzi's Honor – Don Corrado Prizzi Robert Loggia – Jagged Edge – Sam Ransom Eric Roberts – Runaway Train – Buck                               |
| 1986        |               | Michael Caine – Hannah and Her Sisters Elliot                                    | Tom Berenger – Platoon – sgt. Bob Barnes Willem Dafoe – Platoon – sgt. Elias Grodin Denholm Elliott – A Room with a View – Mr. Emerson Dennis Hopper – Hoosiers – Wilbur "Shooter" Flatch                                               |
| 1987        |               | Sean Connery – The Untouchables Jim Malone                                       | Albert Brooks – Broadcast News – Aaron Altman Morgan Freeman – Street Smart – Leo "Fast Black" Smalls, Jr. Vincent Gardenia – Moonstruck – Cosmo Castorini Denzel Washington – Cry Freedom – Steve Biko                                 |
| 1988        |               | Kevin Kline – A Fish Called Wanda Otto West                                      | Alec Guinness – Little Dorrit – William Dorrit Martin Landau – Tucker: The Man and His Dream – Abe Karatz River Phoenix – Running on Empty – Danny Pope Dean Stockwell – Married to the Mob – Tony "The Tiger" Russo                    |
| 1989        |               | Denzel Washington – Glory Silas Trip                                             | Danny Aiello – Do the Right Thing – Sal Frangione Dan Aykroyd – Driving Miss Daisy – Boolie Werthan Marlon Brando – A Dry White Season – Ian Mackenzie Martin Landau – Crimes and Misdemeanors – Judah Rosenthal                        |

### Anii 1990
| Pentru anul | Portret actor | Câștigător                                             | Nominalizați |
| ----------- | ------------- | ------------------------------------------------------ | --- |
| 1990        |               | Joe Pesci – Goodfellas Tommy DeVito                    | Bruce Davison – Longtime Companion – David Andy García – The Godfather Part III – Vincent Mancini Graham Greene – Dances with Wolves – Kicking Bird Al Pacino – Dick Tracy – Alphonse "Big Boy" Caprice                         |
| 1991        |               | Jack Palance – City Slickers Curly Washburn            | Tommy Lee Jones – JFK – Clay Shaw Harvey Keitel – Bugsy – Mickey Cohen Ben Kingsley – Bugsy – Meyer Lansky Michael Lerner – Barton Fink – Jack Lipnick                                                                          |
| 1992        |               | Gene Hackman – Unforgiven Little Bill Daggett          | Jaye Davidson – The Crying Game – Dil Jack Nicholson – A Few Good Men – col. Nathan R. Jessep Al Pacino – Glengarry Glen Ross – Ricky Roma David Paymer – Mr. Saturday Night – Stan Young                                       |
| 1993        |               | Tommy Lee Jones – The Fugitive Samuel Gerard           | Leonardo DiCaprio – What's Eating Gilbert Grape – Arnie Grape Ralph Fiennes – Schindler's List – Amon Göeth John Malkovich – In the Line of Fire – Mitch Leary Pete Postlethwaite – In the Name of the Father – Giuseppe Conlon |
| 1994        |               | Martin Landau – Ed Wood Béla Lugosi                    | Samuel L. Jackson – Pulp Fiction – Jules Winnfield Chazz Palminteri – Bullets Over Broadway – Cheech Paul Scofield – Quiz Show – Mark Van Doren Gary Sinise – Forrest Gump – lt. Dan Taylor                                     |
| 1995        |               | Kevin Spacey – The Usual Suspects Roger "Verbal" Kint  | James Cromwell – Babe – Arthur Hoggett Ed Harris – Apollo 13 – Gene Kranz Brad Pitt – 12 Monkeys – Jeffrey Goines Tim Roth – Rob Roy – Archibald Cunningham                                                                     |
| 1996        |               | Cuba Gooding, Jr. – Jerry Maguire Rod Tidwell          | William H. Macy – Fargo – Jerry Lundegaard Armin Mueller-Stahl – Shine – Peter Helfgott Edward Norton – Primal Fear – Aaron Stampler James Woods – Ghosts of Mississippi – Byron De La Beckwith                                 |
| 1997        |               | Robin Williams – Good Will Hunting dr. Sean Maguire    | Robert Forster – Jackie Brown – Max Cherry Anthony Hopkins – Amistad – John Quincy Adams Greg Kinnear – As Good as It Gets – Simon Bishop Burt Reynolds – Boogie Nights – Jack Horner                                           |
| 1998        |               | James Coburn – Affliction Glen Whitehouse              | Robert Duvall – A Civil Action – Jerome Facher Ed Harris – The Truman Show – Christof Geoffrey Rush – Shakespeare in Love – Philip Henslowe Billy Bob Thornton – A Simple Plan – Jacob Mitchell                                 |
| 1999        |               | Michael Caine – The Cider House Rules dr. Wilbur Larch | Tom Cruise – Magnolia – Frank T.J. Mackey Michael Clarke Duncan – The Green Mile – John Coffey Jude Law – The Talented Mr. Ripley – Dickie Greenleaf Haley Joel Osment – The Sixth Sense – Cole Sear                            |

### Anii 2000
| Pentru anul | Portret actor | Câștigător                                                     | Nominalizați |
| ----------- | ------------- | -------------------------------------------------------------- | --- |
| 2000        |               | Benicio del Toro – Traffic Javier Rodríguez                    | Jeff Bridges – The Contender – Jackson Evans Willem Dafoe – Shadow of the Vampire – Max Schreck Albert Finney – Erin Brockovich – Edward L. Masry Joaquin Phoenix – Gladiator – Commodus                                                        |
| 2001        |               | Jim Broadbent – Iris John Bayley                               | Ethan Hawke – Training Day – Jake Hoyt Ben Kingsley – Sexy Beast – Don Logan Ian McKellen – The Lord of the Rings: The Fellowship of the Ring – Gandalf Jon Voight – Ali – Howard Cosell                                                        |
| 2002        |               | Chris Cooper – Adaptation John Laroche                         | Ed Harris – The Hours – Richard Brown Paul Newman – Road to Perdition – John Rooney John C. Reilly – Chicago – Amos Hart Christopher Walken – Catch Me If You Can – Frank Abagnale, Sr.                                                         |
| 2003        |               | Tim Robbins – Mystic River Dave Boyle                          | Alec Baldwin – The Cooler – Shelly Kaplow Benicio del Toro – 21 Grams – Jack Jordan Djimon Hounsou – In America – Mateo Ken Watanabe – Ultimul samurai – Moritsugu Katsumoto                                                                    |
| 2004        |               | Morgan Freeman – Million Dollar Baby Eddie "Scrap-Iron" Dupris | Alan Alda – The Aviator – Owen Brewster Thomas Haden Church – Sideways – Jack Jamie Foxx – Collateral – Max Durocher Clive Owen – Closer – Larry Gray                                                                                           |
| 2005        |               | George Clooney – Syriana Robert Barnes                         | Matt Dillon – Crash – sgt. John Ryan Paul Giamatti – Cinderella Man – Joe Gould Jake Gyllenhaal – Brokeback Mountain – Jack Twist William Hurt – A History of Violence – Richie Cusack                                                          |
| 2006        |               | Alan Arkin – Little Miss Sunshine Edwin Hoover                 | Jackie Earle Haley – Little Children – Ronald James McGorvey Djimon Hounsou – Blood Diamond – Solomon Vandy Eddie Murphy – Dreamgirls – James "Thunder" Early Mark Wahlberg – The Departed – sgt. Sean Dignam                                   |
| 2007        |               | Javier Bardem – No Country for Old Men Anton Chigurh           | Casey Affleck – The Assassination of Jesse James by the Coward Robert Ford – Robert Ford Philip Seymour Hoffman – Charlie Wilson's War – Gust Avrakotos Hal Holbrook – Into the Wild – Ron Franz Tom Wilkinson – Michael Clayton – Arthur Edens |
| 2008        |               | Heath Ledger (câștigător postum) – The Dark Knight The Joker   | Josh Brolin – Milk – Dan White Robert Downey, Jr. – Tropic Thunder – Kirk Lazarus Philip Seymour Hoffman – Doubt – părintele Brendan Flynn Michael Shannon – Revolutionary Road – John Givings                                                  |
| 2009        |               | Christoph Waltz – Inglourious Basterds col. Hans Landa         | Matt Damon – Invictus – Francois Pienaar Woody Harrelson – The Messenger – căpt. Tony Stone Christopher Plummer – The Last Station – Lev Tolstoi Stanley Tucci – The Lovely Bones – George Harvey                                               |

### Anii 2010
| Pentru anul | Portret actor | Câștigător                                                           | Nominalizați |
| ----------- | ------------- | -------------------------------------------------------------------- | --- |
| 2010        |               | Christian Bale – The Fighter Dicky Eklund                            | John Hawkes – Winter's Bone – Teardrop Dolly Jeremy Renner – The Town – James "Jem" Coughlin Mark Ruffalo – The Kids Are All Right – Paul Geoffrey Rush – The King's Speech – Lionel Logue                                                      |
| 2011        |               | Christopher Plummer – Beginners Hal Fields                           | Kenneth Branagh – My Week with Marilyn – Laurence Olivier Jonah Hill – Moneyball – Peter Brand Nick Nolte – Warrior – Paddy Conlon Max von Sydow – Extremely Loud and Incredibly Close – clientul                                               |
| 2012        |               | Christoph Waltz – Django Unchained dr. King Schultz                  | Alan Arkin – Argo – Lester Siegel Robert De Niro – Silver Linings Playbook – Pat Solitano, Sr. Philip Seymour Hoffman – The Master – Lancaster Dodd Tommy Lee Jones – Lincoln – Thaddeus Stevens                                                |
| 2013        |               | Jared Leto – Dallas Buyers Club Rayon                                | Barkhad Abdi – Captain Phillips – Abduwali Muse Bradley Cooper – American Hustle – Richard "Richie" DiMaso Michael Fassbender – 12 Years a Slave – Edwin Epps Jonah Hill – The Wolf of Wall Street – Donnie Azoff                               |
| 2014        |               | J. K. Simmons – Whiplash Terrence Fletcher                           | Robert Duvall – The Judge – Joseph Palmer Ethan Hawke – Boyhood – Mason Evans, Sr. Edward Norton – Birdman – Mike Shiner Mark Ruffalo – Foxcatcher – David Schultz                                                                              |
| 2015        |               | Mark Rylance – Bridge of Spies Rudolf Abel                           | Christian Bale – The Big Short – Michael Burry Tom Hardy – The Revenant – John Fitzgerald Mark Ruffalo – Spotlight – Michael Rezendes Sylvester Stallone – Creed – Rocky Balboa                                                                 |
| 2016        |               | Mahershala Ali – Moonlight Juan                                      | Jeff Bridges – Hell or High Water – Marcus Hamilton Lucas Hedges – Manchester by the Sea – Patrick Chandler Dev Patel – Lion – Saroo Brierley Michael Shannon – Nocturnal Animals – detectiv Bobby Andes                                        |
| 2017        |               | Sam Rockwell – Three Billboards Outside Ebbing, Missouri Jason Dixon | Willem Dafoe – The Florida Project – Bobby Hicks Woody Harrelson – Three Billboards Outside Ebbing, Missouri – William Willoughby Richard Jenkins – The Shape of Water – Giles Christopher Plummer – All the Money in the World – J. Paul Getty |
| 2018        |               | Mahershala Ali – Green Book Don Shirley                              | Adam Driver – BlacKkKlansman – Det. Philip "Flip" Zimmerman Sam Elliott – A Star Is Born – Bobby Maine Richard E. Grant – Can You Ever Forgive Me? – Jack Hock Sam Rockwell – Vice – George W. Bush                                             |
| 2019        |               | Brad Pitt – Once Upon a Time in Hollywood Cliff Booth                | Tom Hanks – A Beautiful Day in the Neighborhood – Fred Rogers Anthony Hopkins – The Two Popes – Papa Benedict al XVI-lea Al Pacino – The Irishman – Jimmy Hoffa Joe Pesci – The Irishman – Russell Bufalino                                     |

### Anii 2020
| Pentru anul | Portret actor | Câștigător                                                | Nominalizați |
| ----------- | ------------- | --------------------------------------------------------- | --- |
| 2020/2021   |               | Daniel Kaluuya – Judas and the Black Messiah Fred Hampton | Sacha Baron Cohen – The Trial of the Chicago 7 – Abbie Hoffman Leslie Odom Jr. – One Night in Miami... – Sam Cooke Paul Raci – Sound of Metal – Joe Lakeith Stanfield – Judas and the Black Messiah – William "Bill" O'Neal     |
| 2021        |               | Troy Kotsur – CODA Frank Rossi                            | Ciarán Hinds – Belfast – Pop Jesse Plemons – The Power of the Dog – George Burbank J. K. Simmons – Being the Ricardos – William Frawley Kodi Smit-McPhee – The Power of the Dog – Peter Gordon                                  |
| 2022        |               | Ke Huy Quan – Orice, oriunde, oricând Waymond Wang        | Brendan Gleeson – Spiritele din Inisherin – Colm Doherty Brian Tyree Henry – Causeway – James Aucoin Judd Hirsch – The Fabelmans – Boris Schildkraut Barry Keoghan – Spiritele din Inisherin – Dominic Kearney                  |
| 2023        |               | Robert Downey, Jr. – Oppenheimer Lewis Strauss            | Sterling K. Brown – American Fiction – Clifford "Cliff" Ellison Robert De Niro – Crimele din Osage County. Bani însângerați – William King Hale Ryan Gosling – Barbie – Ken Mark Ruffalo – Sărmane creaturi – Duncan Wedderburn |
| 2024        |               | Kieran Culkin – A Real Pain Benjamin "Benji" Kaplan       | Yura Borisov – Anora – Igor Edward Norton – A Complete Unknown – Pete Seeger Guy Pearce – The Brutalist – Harrison Lee Van Buren Sr. Jeremy Strong – The Apprentice: Povestea originii lui Trump – Roy Cohn                     |